# Apollo GT
Die Apollo 3500 GT und 5000 GT sind zweisitzige Sportwagen, die unter Einbindung zahlreicher Subunternehmen von Intermeccanica in Italien aufgebaut und vor allem auf dem US-amerikanischen Markt verkauft wurden. Auftraggeber war anfänglich das kalifornische Unternehmen International Motor Cars (IMC), später die Apollo International Corporation. Ein weitgehend identisches Auto wurde zeitweise auch von Vanguard Motors Corporation als Vetta Ventura verkauft. Die Apollo GT verbinden europäisches Design und amerikanische Antriebstechnik. Rückblickend werden sie als „amerikanische Ferrari-Jäger“ beschrieben. Im 21. Jahrhundert sind die Apollo begehrte Sammlerobjekte, die auf dem Klassikermarkt hohe Preise erzielen und auch als Kapitalanlage gesehen werden.

## Entstehungsgeschichte

### International Motors Cars

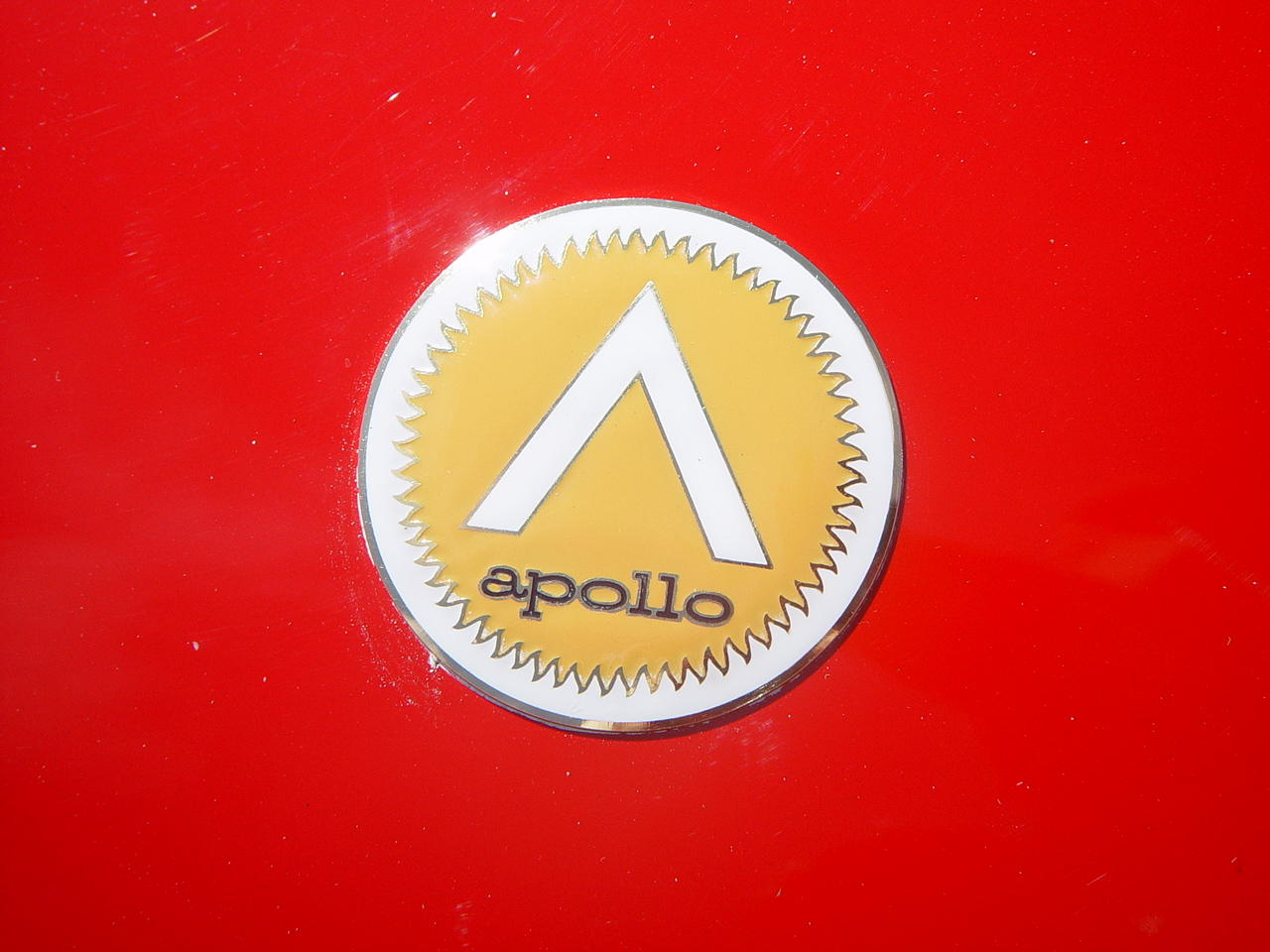
Apollo-Logo

Die Initiative zu dem Apollo GT geht auf den amerikanischen Ingenieur und Designer Milt Brown zurück, der sich seit den späten 1950er Jahren mit der Idee beschäftigte, einen Sportwagen zu konstruieren, den er sich als „amerikanischen Ferrari“ vorstellte. Eine Zufallsbekanntschaft mit Frank Reisner, der in Turin den Automobilhersteller Intermeccanica leitete, ließ daraus 1961 ein konkretes Projekt werden. Intermeccanica bot Brown die Möglichkeit, „handwerklich hochwertige Karosserien zu einem niedrigen Preis“ zu erhalten. Als Auftraggeber und Abnehmer fungierte das 1961 von Brown gegründete Unternehmen International Motor Cars (IMC) in Oakland, Kalifornien, das eine Werkstatt unterhielt, in der die Autos auslieferungsbereit gemacht wurden, und außerdem den Vertrieb in den USA organisierte.
Nach einer grundlegenden Einigung im September 1961 ließ Intermeccanica im Februar 1962 bei dem Subunternehmen Carrozzeria Fratelli Corna in Turin den ersten Prototyp des als Zweisitzer konzipierten Coupés aufbauen, der anders als die späteren Serienfahrzeuge eine Aluminiumkarosserie hatte. Im August 1962 wurde der Prototyp in Kalifornien vorgestellt, und im März 1963 erschien das erste Serienmodell, das sich in einigen Details vom Prototyp unterschied. Die reguläre Fertigung des geschlossenen Zweisitzers begann im Frühjahr 1963 und lief, während Brown und Reisner weitere Karosserie- und Motorisierungsvarianten vorbereiteten, kontinuierlich bis in den Spätsommer 1964. Die Wagen wurden ausschließlich zu IMC nach Kalifornien geliefert; frühe Überlegungen, sie auch in Europa zu verkaufen, waren nicht weiter verfolgt worden. Beim Verkaufsstart im Mai 1963 gab IMC für den Apollo 3500 GT einen Preis von 7.000 US-$ an; damit lag das Auto zwischen dem Jaguar E-Type und einem Ferrari.
IMC war von Beginn an unterfinanziert. Die Hoffnung, durch regelmäßige Bestellungen einen kontinuierlichen Geldfluss zu erhalten, erfüllten sich nicht. Im Herbst 1964 war IMC zahlungsunfähig.

### Vanguard Motors
Anfang 1965 griff das texanische Unternehmen Vanguard Motors Corporation das Projekt wieder auf. Vanguard wurde neuer Abnehmer der Intermeccanica-Karosserien und vermarktete sie ohne technische oder stilistische Änderungen etwa ein Jahr lang als Vanguard Vetta Ventura. An Vanguard lieferte Intermeccanica insgesamt 42 Autos.

### Apollo International Motors
Zeitgleich mit den Aktivitäten von Vanguard Motors versuchte der kalifornische Rechtsanwalt Robert Stevens, den Namen Apollo wiederzubeleben. Möglicherweise war das auf eine Initiative Milt Browns zurückzuführen. Stevens gründete die in Pasadena ansässige Apollo International Corporation, die Intermeccanica mit der Lieferung von acht Autos beauftragte. Intermeccanica lieferte alle bestellten Fahrzeuge an Stevens. Bei ihrer Ankunft in den USA wurden sie allerdings gerichtlich beschlagnahmt, weil gegen Stevens zwischenzeitlich wegen Betrugsvorwürfen ermittelt wurde.

## Modellbeschreibung

### Chassis und Fahrwerk
Der Apollo GT hat einen Leiterrahmen, der aus Stahlrohren mit rundem Querschnitt besteht und als „sehr einfach“ beschrieben wird. Der Rahmen war eine Konstruktion von Milt Brown. Die Lenkung wurde der Chevrolet Corvette entnommen, und die Bremsen dem Chevrolet Corvair. Die Radaufhängung hingegen kam von Buick.

### Antriebstechnik
Die ursprüngliche, Apollo 3500 GT genannte Version des Coupés wird von einem kompakten Achtzylinder-V-Motor von General Motors angetrieben, der 1961 in dem Mittelklassewagen Buick Special debütiert hatte. Der Motorblock besteht aus einer Aluminiumlegierung. Der gesamte Motor wiegt nur 160 Kilogramm, was sich vorteilhaft auf das Handling des Sportwagens auswirkte. Die Leistung wird mit 228 PS (168 kW) angegeben. Vom Buick Special kamen auch die Hinterachse, die Kraftübertragung und die Radaufhängung.
Alternativ war ab März 1964 ein 4,9 Liter großer Achtzylindermotor von Buick erhältlich. In dieser Version hieß das Auto Apollo 5000 GT. Wie viele Autos mit diesem Motor ausgerüstet wurden, ist unklar.

### Karosserie

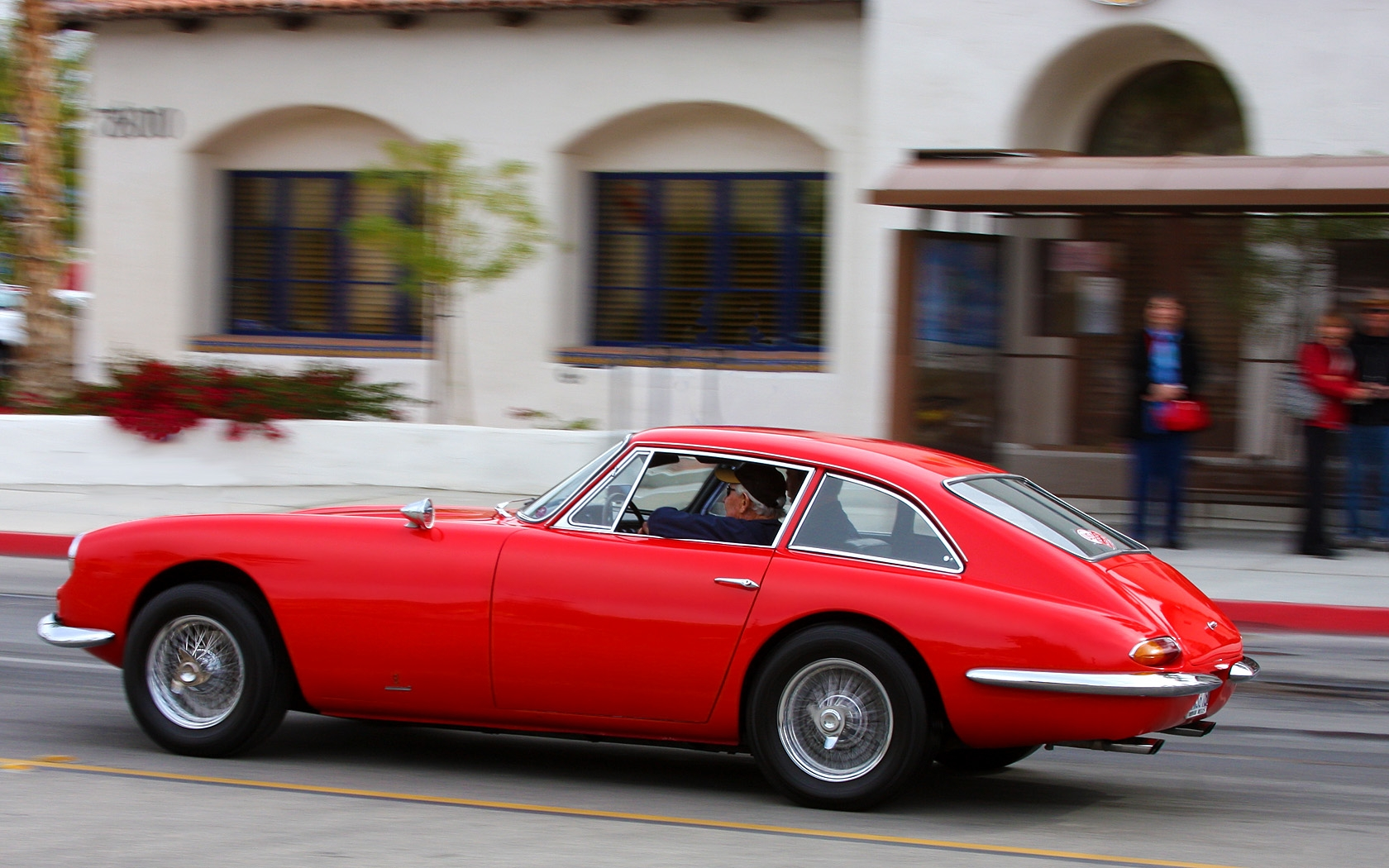
Zweisitziges Coupé: Serienversion des Apollo GT

In der von IMC und Apollo International verkauften Serienversion ist der Apollo GT ein zweitüriges, zweisitziges Fließheckcoupé mit Stahlkarosserie. Der Aufbau wurde von Ron Plescia entworfen, einem Freund Browns. Plescia ließ sich von unterschiedlichen europäischen Sportwagen inspirieren, darunter dem Ferrari 250 GT Berlinetta SWB und dem Jaguar E-Type. In Anlehnung daran konzipierte er ein Fließheck-Coupé mit sehr langer Motorhaube und  weit zurückversetztem Fahrerabteil. In seiner ursprünglichen Form, die sich auch beim Prototyp von Corna fand, hatte der Plescia-Entwurf ähnlich wie die Ferrari Berlinetta eine voll verkleidete B-Säule. Vor Beginn der Serienproduktion ließ Intermeccanica den Plescia-Entwurf von Franco Scaglione überarbeiten, der den Kühlergrill änderte und hintere Seitenfenster hinzufügte. Diese Version wurde schließlich in Serie gefertigt.
Auf Grundlage des Serienmodells entwickelte Intermeccanica eine zweisitzige Cabrioletversion, von der Sargiotto im Sommer 1963 einen Prototyp herstellte. Bis Sommer 1964 wurden vier Serienexemplare des Cabriolets für IMC gebaut.
Im Laufe des Jahres 1964 entwickelte Intermeccanica außerdem eine 2+2–sitzige Version des Coupés, von der nur ein Prototyp gebaut wurde.

## Produktionsprozess
Die Produktion des Apollo war zwischen Intermeccanica in Italien und dem Auftraggeber in den USA aufgeteilt. Intermeccanica lieferte komplette Fahrzeuge in die USA; lediglich Motoren und Getriebe wurden dort eingebaut.
Für den Produktionsprozess in Italien griff Intermeccanica weitestgehend auf Subunternehmer zurück; der eigene Beitrag zur Herstellung des Autos war gering. Das Stahlchassis des Apollo GT wurde ausnahmslos von Giorgio Balla zugeliefert, und die Komplettierung, d. h. die Verkabelung und den Einbau der Inneneinrichtung sowie der Fenster, war ab 1964 an den Turiner Spezialbetrieb Carbondio ausgelagert.
Mit der Herstellung der Rohkarosserien (Bodies in white) wurden unterschiedliche Karosseriebaubetriebe beauftragt. Die Carrozzeria Fratelli Corna, die 1962/63 den Prototyp des Apollo GT aufgebaut hatte, war an der Serienproduktion nicht beteiligt, weil die Serien-Apollos im Gegensatz zum Prototyp eine Stahlkarosserie hatten, Corna aber ausschließlich mit Aluminiumblechen arbeitete. Die ersten 30 Karosserien der Serien-Coupés sowie vier Cabriolets entstanden stattdessen bei der Carrozzeria Sargiotto in Nichelino, einem kleinen, nach Darstellung Ferruccio Lamborghinis „schlecht organisierten Betrieb“, der mit dem Auftrag möglicherweise überfordert war. Im Sommer 1964 übernahm Grosso e Vece in Turin den Auftrag. Der Prototyp des 2+2-sitzigen Apollo-Coupés entstand schließlich bei Cellino.
IMC erhielt bis Herbst 1964 ungefähr 30 Coupé-Karosserien und vier Cabriolets aus der Sargiotto-Produktion sowie etwa fünf Coupé-Karosserien von Grosso e Vece. Die 1965 an Apollo International gelieferten Karosserien kamen ausschließlich von Grosso e Vece.

## Produktionsumfang
Der Produktionsumfang aller Apollo-GT-Varianten einschließlich des Vetta Ventura wird in der Literatur mit 88 oder 89 Fahrzeugen angegeben. In den Einzelheiten weichen die Quellen aber voneinander ab. Einer Markenmonografie aus dem Jahr 2010 zufolge produzierte Intermeccanica insgesamt 39 Autos für IMC (1963 und 1964) und 8 Autos für Apollo International (1965). Bei ihrer Ankunft in den USA seien alle für Apollo International bestimmten Autos allerdings gerichtlich beschlagnahmt worden, weil gegen Stevens zwischenzeitlich wegen Betrugsvorwürfen ermittelt wurde. Nach anderen Quellen erhielt Apollo International 14 Autos von Intermeccanica, jedoch seien nicht alle komplettiert worden. Vier Autos habe der Zoll beschlagnahmt und nach der Betriebseinstellung von Apollo International versteigert.